# José Lutzenberger

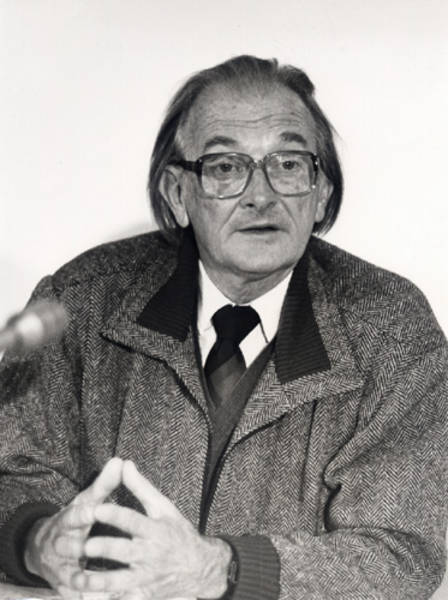
José Lutzenberger (1988)

José Antônio Lutzenberger (* 17. Dezember 1926 in Porto Alegre; † 14. Mai 2002 ebenda) war ein deutsch-brasilianischer Umweltaktivist, Unternehmer und Umwelt-Staatssekretär.

## Biographie
Lutzenberger war Sohn deutscher Auswanderer. Sein Vater war der aus Altötting stammende Künstler und Architekt Joseph Franz Seraph Lutzenberger. Joseph Lutzenberger war Reserve-Offizier, Hauptmann im Ersten Weltkrieg und Deutsch-Nationaler. Er hatte 1920 in den Wirren nach dem Ersten Weltkrieg Deutschland verlassen und sich als selbstständiger Architekt und Ingenieur in Brasilien niedergelassen. Dort lehrte er auch als Professor an einer Kunsthochschule.
José Lutzenberger studierte im südbrasilianischen Porto Alegre Landwirtschaft und anschließend ein Jahr lang Bodenkunde und Agrarchemie an der Louisiana State University in Baton Rouge. 1957 ging er als Diplom-Landwirt und Techniker der Agrarchemie zur BASF nach Ludwigshafen am Rhein. Von 1959 bis 1970 arbeitete Lutzenberger als Verkäufer in Venezuela, Kuba und Marokko.
In den 1960er Jahren intensivierte BASF die DDT-Produktion. Als Lutzenberger erfuhr, dass dieses Gift nicht nur Schädlinge, sondern auch die Artenvielfalt zerstörte, quittierte er seinen Job und wurde 1970 zum Umweltaktivisten.
Lutzenberger gründete 1971 in den Jahren der Militärdiktatur die erste Umwelt-NGO Associação Gaúcha de Proteção ao Ambiente Natural (AGAPAN), die von der Presse als „Vereinigung zum Schutz vor kollektiver Vergiftung“ bezeichnet wurde. Wenig später gründete er eine Firma zur Herstellung von Humus aus organischem Müll. 1987 gründete er zudem die Umweltstiftung Gaia zur Verbreitung des ökologischen Bewusstseins.
1988 erhielt Lutzenberger den alternativen Nobelpreis Right Livelihood Award. 1990 wurde er von Präsident Fernando Collor de Mello als Umweltstaatssekretär in sein Kabinett berufen. verhinderte mit, dass Brasilien den Bau der Atombombe anstrebte. Er setzte sich für die Integrität des Territoriums der Yanomami-Indianer und die Verfolgung von Umweltverschmutzung seitens der Industrie ein. Sein Engagement kollidierte mit den Interessen der Landbesitzer, Minenbetreiber, der multinationalen Konzerne und den zu dieser Zeit immer noch mächtigen Militärs. Im März 1992 wurde er seines Amtes enthoben, weil er die nationale Umweltbehörde IBAMA als „hundertprozentige Tochter des Holzhandels“ bezeichnet hatte.
Er hat einen sehr starken Einfluss auf die Umweltbewegung in Rio Grande do Sul, viele Gruppen beziehen sich bis heute auf ihn. Ständig hat er neue Ideen umgesetzt und dabei auch mit den „schlimmsten Umweltsündern“ (Gerbereien, Zellulosefabriken) zusammengearbeitet. Deren Arbeit hat er nicht verhindert, aber die negativen Auswirkungen auf die Umwelt reduziert. Aufgrund dieser Aktivitäten war er umstritten in Teilen der brasilianischen Ökologiebewegung. Wegen seiner Mehrsprachigkeit und seines unermüdlichen Engagements war er ein beliebter Redner in vielen Ländern, auch in Deutschland. Lutzenberger sah den Klimaschutz global. Seiner Meinung nach können sich die Holländer mit höheren Deichen, wenn auch mit horrenden Kosten, noch einigermaßen verteidigen. Aber gegen Hunderte von Metern Eis ist nichts mehr zu machen. Wohin sollen die Europäer denn dann auswandern?

## Publikationen
- José Lutzenberger, M. Schwartzkopff: Giftige Ernte. Tödlicher Irrweg der Agrarchemie. Beispiel: Brasilien. Greven Eggenkamp, 1990.
- José Lutzenberger, S. Pater: Wir können die Natur nicht verbessern – Reden und Aufsätze des brasilianischen Ökologen José Lutzenberger. Aufsatzsammlung, Edition Pater, Bonn 1996, ISBN 3-931988-10-4.
- José Lutzenberger, F.-T. Gottwald: Ernährung in der Wissensgesellschaft, Vision: Informiert essen. Campus Verlag, Frankfurt am Main 2000.
- José Lutzenberger: Das Vermächtnis – „Wir können die Natur nicht verbessern“. RETAP Verlag, Bonn 2003, ISBN 3-931988-10-4.